# Bernardo Suaza
Bernardo Albeiro Suaza Arango (El Retiro, 28 de novembro de 1992) é um ciclista profissional colombiano..

## Palmarés
2014
- Giro do Vale de Aosta

## Resultados em Grandes Voltas e Campeonatos do Mundo
Durante a sua carreira desportiva tem conseguido os seguintes postos nas Grandes Voltas e nos Campeonatos do Mundo em estrada:
| Carreira           | 2014 | 2015 | 2016 | 2017 | 2018 | 2019 |
| ------------------ | ---- | ---- | ---- | ---- | ---- | ---- |
| Giro d'Italia      | -    | -    | -    | -    | -    | -    |
| Tour de France     | -    | -    | -    | -    | -    | -    |
| Volta a Espanha    | -    | -    | -    | 49º  | -    | -    |
| Mundial em Estrada | -    | -    | -    | -    | -    | -    |

-: Não participa

Ab.: Abandono